# 伊布拉伊玛·锡拉
伊布拉伊玛·锡拉（法語：Ibrahima Sory Sylla），塞内加尔外交官，现任塞内加尔驻华大使，前塞内加尔驻阿联酋大使。

## 经历
锡拉曾任塞内加尔驻阿联酋大使。
2022年1月5日，锡拉被任命为塞内加尔驻中华人民共和国大使。7月27日，锡拉抵华，并于8月10日递交国书副本。2023年4月24日，向国家主席习近平递交国书。

## 荣誉
- 阿联酋一级独立奖章（2022年）[5]